# フラボノイド-3',5'-ヒドロキシラーゼ
フラボノイド-3',5'-ヒドロキシラーゼ（flavonoid 3',5'-hydroxylase）は、フラボノイド生合成酵素の一つで、次の化学反応を触媒する酸化還元酵素である。
- (1a) フラバノン + NADPH + H+ + O2 {\displaystyle \rightleftharpoons } 3'-ヒドロキシフラバノン + NADP+ + H2O
- (1b) 3'-ヒドロキシフラバノン + NADPH + H+ + O2 {\displaystyle \rightleftharpoons } 3',5'-ジヒドロキシフラバノン + NADP+ + H2O

反応式の通りフラバノンから3',5'-ジヒドロキシフラバノンまで酸化される。
組織名はflavanone,NADPH:oxygen oxidoreductaseである。